# Cursa d'obstacles (OCR)

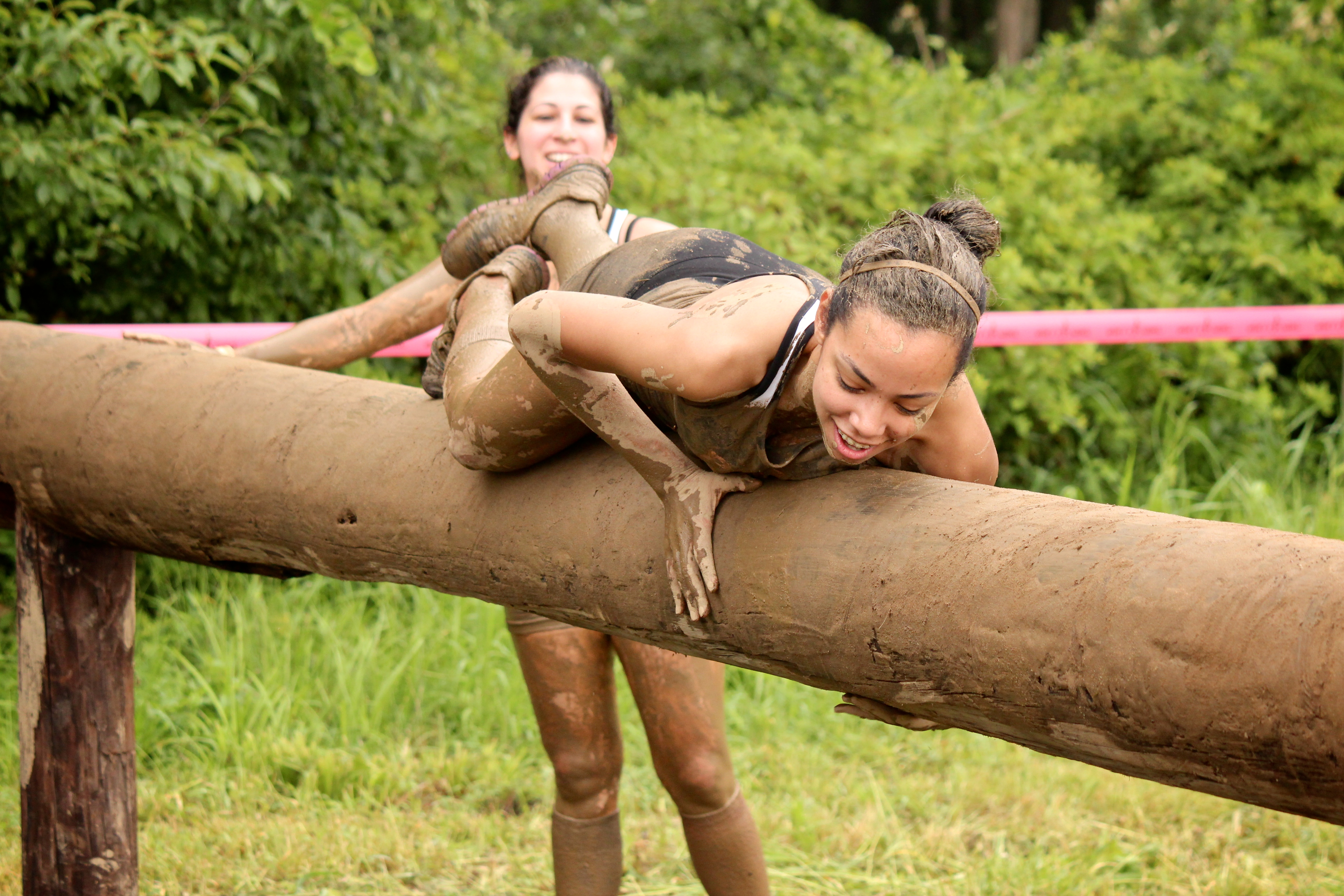
Una nena supera un obstacle en una carrera de fang

La carrera d'obstacles OCR (per les sigles del seu nom en anglès Obstacle Course Racing) és un esport en el qual els competidors han de superar diversos desafiaments físics en forma d'obstacles. Aquests inclouen escalar parets, transportar objectes pesats, travessar cossos d'aigua, gatejar sota el filferro de pues i saltar a través del foc. Molts obstacles són similars als utilitzats durant l'entrenament militar, mentre que uns altres són exclusius de les carreres d'obstacles i s'empren per a avaluar resistència, força, velocitat i destresa.
Les carreres varien quant a dificultat i distància. En alguns esdeveniments es combinen amb carreres de trail, de pista o cross-coun try.

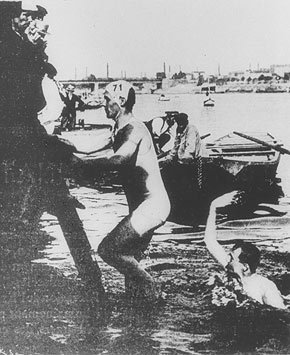
Natació amb obstacles dels Jocs Olímpics de 1900

## Història antiga
Tot tipus d'obstacles van ser presentats als atletes durant milers d'anys, des de l'estadi, que va ser un esdeveniment dels Jocs Olímpics en l'Antiga Grècia, fins a la carrera d'obstacles de l'era contemporània. El pentatló olímpic de l'antiguitat incloïa cinc esdeveniments disputats durant un dia. Es creu que van començar amb l'estadi (una carrera curta a peu) seguit pel llançament de javelina, el llançament de disc, el salt de longitud i finalitzava amb una lluita lliure. L'esdeveniment es va dur a terme per primera vegada al voltant del 708 a. C. en la XVIII Olimpíada Antiga i era molt similar a la carrera espartana que incloïa carreres, llança de javelina, salt i lluita amb diversos objectes i pesos.

## Història primerenca
A partir del segle xix, va sorgir la idea d'incorporar obstacles en les competències esportives. En els Jocs Olímpics d'estiu de 1900 a París, es va realitzar la primera competència de natació amb obstacles de 200 m. Temps després, a l'agost de 1947, a Friburg (zona d'ocupació francesa a Alemanya) es van dur a terme les primeres carreres d'obstacles en terra en el pentatló militar del Centre d'Entrenament Físic Militar. En aquestes solament van participar equips belgues, holandesos i francesos. Recentment des de 1950 es duen a terme campionats mundials i l'esport va anar creixent gradualment. Actualment, 138 països participen en els Jocs Militars Mundials. L'òrgan rector de l'esport, el Consell Internacional d'Esports Militars (CISM), també organitza pentatlons destinats al personal naval i de la força aèria.

## Història moderna
La carrera Tough Guy, que es va practicar per primera vegada en 1987, és considerada la primera carrera d'obstacles contemporània. Va créixer contínuament i avui dia atreu una gran quantitat d'atletes contemporanis i professionals. Una altra competència, The Survival Run, també va sorgir a finalitats de la dècada de 1980 als Països Baixos. En ella els competidors travessen el paisatge rural holandès, creuant rierols, canals i altres terrenys naturals. La sèrie HiTec Adventure Racing (1996 - 2002) va ser una versió primerenca de la carrera d'obstacle contemporània que va incloure "proves especials" (obstacles fets per l'home amb parets, xarxes, etc.), ciclisme de muntanya i caiac. Les carreres de Balanç Bar als Estats Units es van expandir sobre l'èxit de la sèrie Hi Tech, incloent una sèrie i campionats nacionals televisats. Les carreres de Muddy Buddy als Estats Units (resultats aquí ) van ser una sèrie nacional de carrera d'obstacles produïda per Competitor Group des de 1999 a 2013 i va ser la primera sèrie important a introduir elements de fang i eliminar equips addicionals. Muddy Buddy va ser el format de l'esdeveniment que va determinar la transició de les carreres d'aventura a les carreres d'obstacles com ho coneixem avui.

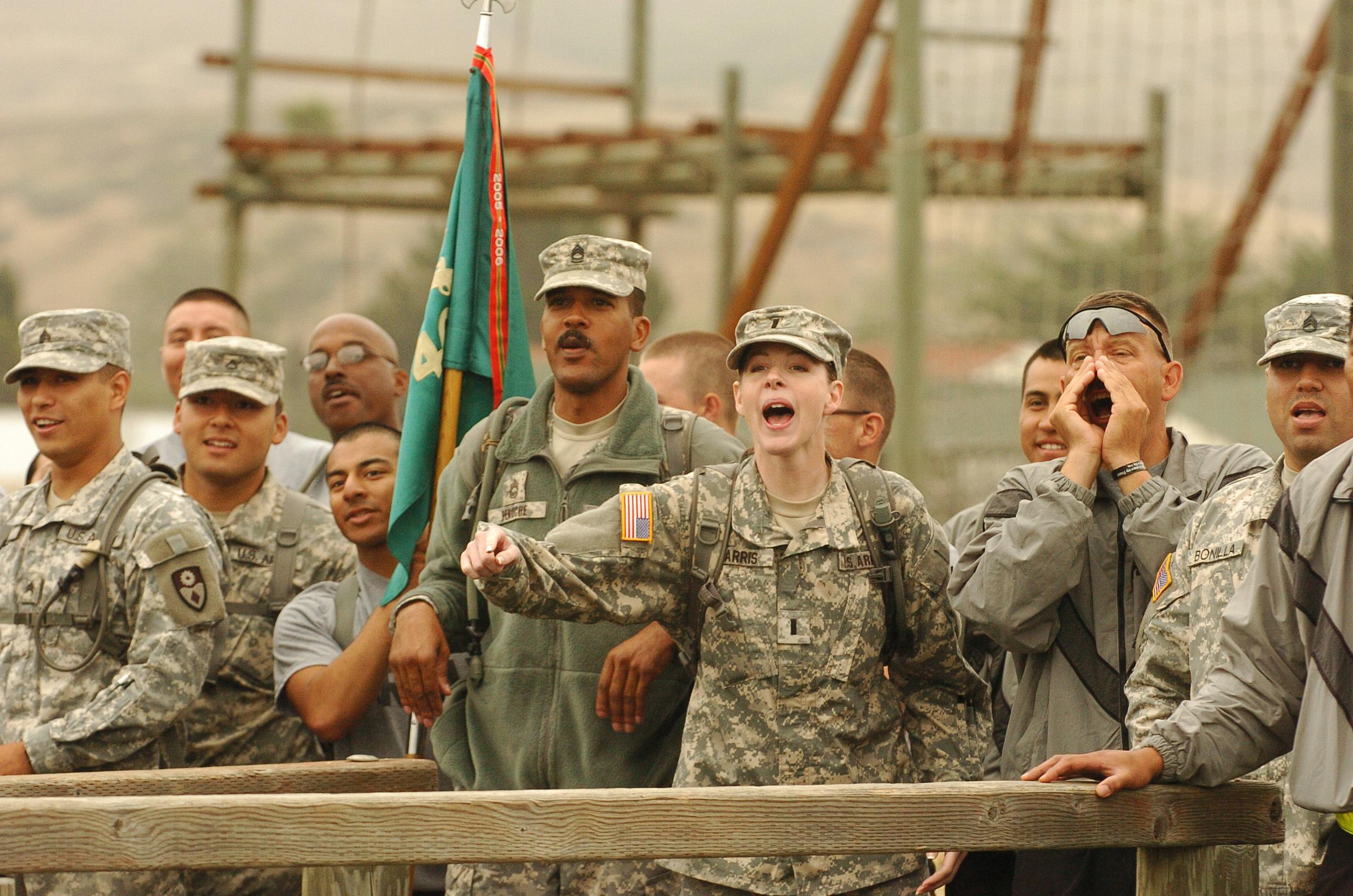
Carrera d'obstacles militars

## Curses contemporànies
El 2011, aproximadament un milió de persones es van registrar per a participar en esdeveniments de carreres d'obstacles als Estats Units. En el 2015 els participants van augmentar a 4.5 milions. L'esport continu creixent, arribant a 5.6 milions en 2016 i més de 6 milions de participants en 2017. A nivell mundial, es creu que el nombre aproximat de participants és de 20 milions
Existeix una gran varietats de carreres adaptades a diferents tipus d'atletes. Les carreres de ninjes com el Wolfpack Ninja Tour solen ser d'una longitud de 50 m o 100 m, tenint molts obstacles i poca carrera. Les carreres de pista de OCR generalment es duen a terme en pistes d'atletisme i varien entre els 400 i 5,000 m. Els cursos de cross country té un llarg de dos quilòmetres d'ara endavant, amb la majoria de les carreres entre 5 i 10 quilòmetres.
Les carreres de resistència més llargues poden ser de fins a 100 quilòmetres. Entre aquestes, les més importants són la Spartan Beast, Ultra Beast i Agoge. Els esdeveniments de temps fix inclouen les carreres més llargues del món, de més de 24 hores. Aquests són els campionats Spartan Ultra World i Agoge, que pot tenir una durada de fins a 36 hores.
Finalment, les carreres amb obstacles inflables són cada vegada més populars, inclosa la carrera britànica GUNG-HO.

## Desenvolupament de l'esport
En 2014, Joe De Sena, el fundador de la Spartan Race (una de les més conegudes de l'esport), va proposar que les carreres amb obstacles es convertissin en un esport olímpic. Posteriorment, va fundar la Federació Esportiva Internacional, ara coneguda com World OCR, i la Federació Internacional d'Esports d'Obstacles (FISO), amb seu a Lausana, Suïssa. La World OCR és una organització esportiva sense finalitats de lucre que actua internacionalment com a únic òrgan rector de Obstacle Course Racing. A partir de 2018, World OCR tenia com a membres federacions nacionals de 75 països i cinc confederacions continentals (Àfrica, Amèrica, Àsia, Europa i Oceania). La major part dels seus membres es troben a Europa. World OCR va sol·licitar la filiació de GAISF en 2017, amb l'objectiu que les carreres d'obstacles i les disciplines relacionades fossin reconegudes pel Comitè Olímpic Internacional.
La World OCR no té organitzacions membre. Com a federació esportiva sense finalitats de lucre, els únics membres de la World OCR són les federacions nacionals. Aquestes són organismes que governen l'esport a nivell nacional i estan composts solament per atletes. Les marques i les corporacions amb finalitats de lucre no són membres de federacions esportives, però poden ser reconegudes o alineades a aquestes sota certes circumstàncies.
En l'estiu de 2017 va ser rebutjada una sol·licitud de UIPM (Pentatló modern) per a agregar una carrera làser d'obstacles com un esdeveniment de medalla d'equip mixt en els Jocs Olímpics de 2020.
Els esdeveniments de medalla completa per a OCR van ser aprovats per primera vegada en un joc internacional multi esportiu al desembre de 2018, quan van ser inclosos en els Jocs d'Àsia sud-oriental 2019. Es van aprovar esdeveniments de medalles per a carreres amb una distància de 100 m, 400 m i 5 km respectivament. Els Jocs SIGUI estan sota la regulació de la Federació de Jocs del Sud-est Asiàtic (SEAGF) juntament amb la supervisió del Comitè Olímpic Internacional (COI) i el Consell Olímpic d'Àsia (OCA).

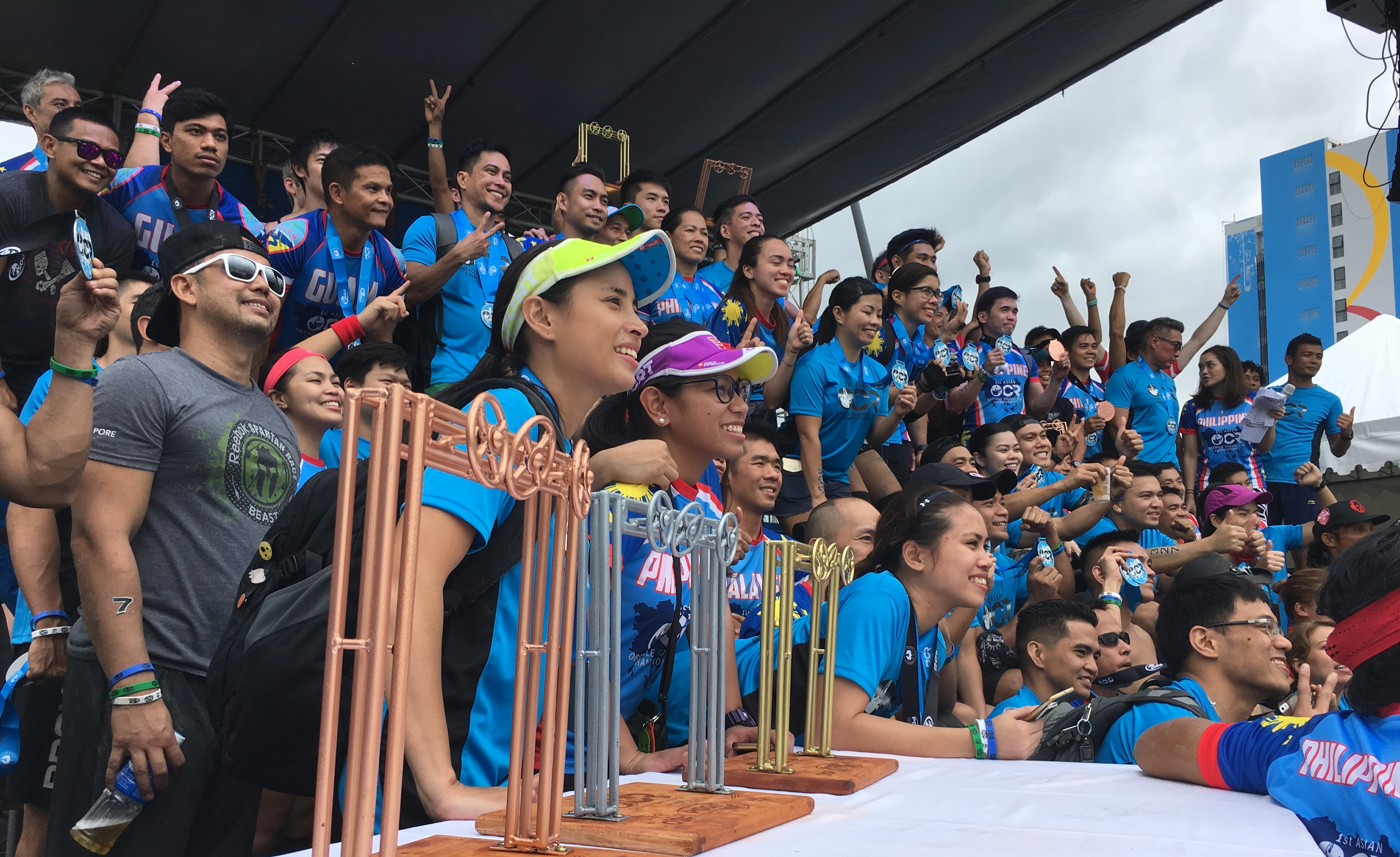
Podi del Campionat Asiàtic OCR

## Desenvolupament d'atletes
En els últims anys, les carreres d'obstacles es van incorporar a l'escena universitària dels Estats Units. Universitats, com la Universitat de Texas A&M, van llançar organitzacions i equips de clubs que compten amb cursos d'obstacles.
El prmer  (; vegeu l'historial, la i l'última). es va desenvolupar al novembre de 2018 a Manila, Filipines. Aquesta carrera està inspirada en el Campionat Mundial d'Escoles que organitza la Federació Internacional d'Esports Escolars.
El primer  (; vegeu l'historial, la i l'última). es va dur a terme al novembre de 2018 juntament amb el Campionat Mundial Juvenil de OCR i va ser dissenyat per a complir amb els requisits de la Federació Internacional d'Esports Universitaris .

## Esdeveniments notables

### Muddy Buddy (1999-2010)[17]
Aquesta carrera va ser la primera sèrie nacional d'obstacles als Estats Units. A diferència de les carreres posteriors, aquesta incloïa un tram de bicicleta, per la qual cosa era un OCR de "muntar i córrer". Aquest esdeveniment va ser produït per Competitor Group i patrocinada per Columbia en anys posteriors. Aquesta carrera es va deixar de realitzar a causa de la pressió de Tough Mudder i Warrior Dash, que tenien formats de carreres d'obstacles més simples.

### Rugged Maniac

Rug Med Maniac 2015. Quatre homes ofereixen una mà amiga pel Muro deformat en Rugged Maniac.

Aquesta carrera va ser fundada pels ex advocats Brad Scudder i Rob Dickens en 2010. Es va desenvolupar per primera vegada a l'octubre de 2010, en Southwick, Massachusetts. Des de llavors s'ha expandit a 24 ciutats als Estats Units i el Canadà.
En 2014, Scudder i Dickens van aparèixer en Shark Tank i van obtenir un contracte de $ 1.75 milions amb Mark Cuban, l'empresari multimilionari i propietari dels Dallas Mavericks. Des de la seva primera aparició en el programa, l'esdeveniment Rugged Maniac es va expandir al Canadà i va augmentar les seves vendes de $ 4.2 milions a $ 10.5 milions abans i després de Shark Tank. Després es va expandir a 28 ciutats més i es va crear una segona carrera anomenada "The Costume Dash 5K", que va debutar a Boston a l'octubre de 2015.
Rugged Maniac presenta 25 obstacles en un recorregut de 5 quilòmetres. Està dissenyat per a ser més adequat a les famílies i per a persones de tots els nivells de condició física, a causa de la distància curta i una gran quantitat d'obstacles. La carrera acaba juntament amb un festival de cervesa, menjar, munta de toros mecànics durant el dia, cases de salt per a adults i llocs d'exhibició patrocinadors.

### Spartan Race
Spartan Race va ser creada el 2010, com a conseqüència de la Cursa de la Mort anual iniciada el 2005. Té recorreguts que varien en distància i dificultat, des de "Sprint" (més de 3 milles amb més de 20 obstacles), fins a "Super" (8+ milles amb més de 20 obstacles) i curs "Bèstia" (13+ milles amb més de 30-35 obstacles). Per als entusiastes de la resistència, aquesta cursa també ofereix la "Bèstia Ultra", que implica córrer 2 vegades a través del curs "Bèstia" (després canvia a "Ultra" durant 30 milles) i "Calor d'Huracà", que inclouen tasques que configuren la cursa d'obstacles la nit anterior. El temps de finalització mitjana per als esdeveniments varia des de 30 minuts a 6 hores, depenent del format de la cursa i el nivell de condició física del corredor. Els llocs de carreres es troben a tot el món i han inclòs pistes d'esquí, parcs estatals, parcs de paint ball i més. Es diu que qualsevol competidor que completi les carreres Sprint, Super i Bèstia en un any aconsegueix la Trifecta Espartana. Als EE. UU., el Campionat Mundial Spartan Race es va celebrar a Killington, Vermont entre el 2012 i el 2015, quan es va traslladar a Squaw Valley, a prop del llac Tahoe. El 2016 els premis que van rebre els guanyadors van ser: